# Angersbach (Wartenberg)

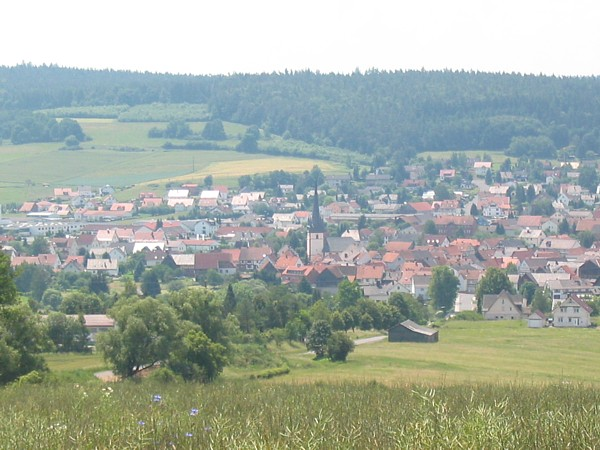
Angersbach (Ostansicht)

Angersbach ist ein Ortsteil der Gemeinde Wartenberg im mittelhessischen Vogelsbergkreis im Tal der Lauter östlich des Hainigs.

## Ortsgeschichte

### Mittelalter
Die erste urkundliche Erwähnung von Angersbach und Landenhausen stammt aus dem Jahre 812. In einem Kopiar, dem Codex Eberhardi, heißt es: „inter lantenhusen et Zangersbach“ (zwischen Landenhausen und Angersbach). Am 20. September 812 weihte der Mainzer Erzbischof Richulf (787–813) in Gegenwart des Abtes Baugulf von Fulda in Schlitz eine Kirche ein, die für die Region als missionarisches Zentrum genutzt wurde. Im gleichen Kopiar, welches der Mönch Eberhard von Fulda um 1160 schrieb, wird 1114 ein Ortsadliger erwähnt: „Fridericus de Angeresbach“. Im Spätmittelalter gelangt der Ort unter die Herrschaft der Herren von Riedesel. Eine Urkunde von 1364 nennt „Angirsbach“. In zwei weiteren Urkunden von 1500 wird der Ort „Anderßbach“ bzw. „Angersbach“ erwähnt.
Der Ortsname wird in der Namensforschung von dem mhd. „anger“ abgeleitet, was „ungepflügtes wildgrünes Grasland“ bedeutet.

### Neuzeit
Die Statistisch-topographisch-historische Beschreibung des Großherzogthums Hessen berichtet 1830 über Angersbach:

„Angersbach (L. Bez. Lauterbach) evangel. Pfarrdorf; liegt 1 St. von Lauterbach und gehört dem Freiherrn von Riedesel. Dieser Ort, der 198 Häuser und 1127 Einw., die außer 7 Kath. evangelisch sind, zählt, gehört zu den wohlhabendsten Dörfern des ganzen Bezirks. Man findet 1 Kirche, 1 Schulhaus, 3 Mühlen und in der Gemarkung Sandsteinbrüche. Es wird ein bedeutender Flachsbau getrieben, und sehr viel gesponnen und gewebt. Eigentlich fabrikmäßig wird die Linnen- und Barchentfabrikation durch Stöppler getrieben, der einen guten Absatz hat, und daher viele Menschen beschäftigt. – Angersbach wird gelegentlich der Einweihung der Kirche zu Schlitz den 11. Sept 812 genannt, und wurde damals dieser Kirche zugewiesen.“

Zum 1. August 1972 wurde im Zuge der Gebietsreform in Hessen durch Landesgesetz aus den Gemeinden Angersbach und Landenhausen die neue Gemeinde Wartenberg gebildet.

### Verwaltungsgeschichte im Überblick
Die folgende Liste zeigt die Staaten und Verwaltungseinheiten, denen Angersbach angehört(e):
- vor 1567: Heiliges Römisches Reich, Oberherrschaft: Landgrafschaft Hessen, Zent Lauterbach der Riedesel Freiherr zu Eisenbach
- ab 1567: Heiliges Römisches Reich, Oberherrschaft: Landgrafschaft Hessen-Marburg, Zent Lauterbach (zur Herrschaft Riedesel)[13]
- 1604–1648: Heiliges Römisches Reich, strittig zwischen Landgrafschaft Hessen-Darmstadt und Landgrafschaft Hessen-Kassel (Hessenkrieg)
- ab 1604: Heiliges Römisches Reich, Landgrafschaft Hessen-Darmstadt, Zent Lauterbach (Freiherren Riedesel zu Eisenbach)[14]
- 1787: Heiliges Römisches Reich, Landgrafschaft Hessen-Darmstadt (Oberfürstentum Hessen), Oberamt Alsfeld, Zent Lauterbach (Freiherren Riedesel zu Eisenbach)
- ab 1806: Großherzogtum Hessen (Souveränitätslande),[Anm. 2] Fürstentum Oberhessen, Oberamt Alsfeld, Zent Lauterbach (zur Herrschaft Riedesel)[15]
- ab 1815: Großherzogtum Hessen (Souveränitätslande), Provinz Oberhessen, Amt Lauterbach  (zur Herrschaft Riedesel)
- ab 1821: Großherzogtum Hessen, Provinz Oberhessen, Landratsbezirk Herbstein[Anm. 3]
- ab 1825: Großherzogtum Hessen, Provinz Oberhessen, Umbenennung in Landratsbezirk Lauterbach
- ab 1848: Großherzogtum Hessen, Regierungsbezirk Alsfeld
- ab 1852: Großherzogtum Hessen, Provinz Oberhessen, Kreis Lauterbach
- ab 1867: Norddeutscher Bund,[Anm. 4] Großherzogtum Hessen, Provinz Oberhessen, Kreis Lauterbach
- ab 1871: Deutsches Reich, Großherzogtum Hessen, Provinz Oberhessen, Kreis Lauterbach
- ab 1918: Deutsches Reich (Weimarer Republik), Volksstaat Hessen, Provinz Oberhessen, Kreis Lauterbach
- ab 1938: Deutsches Reich, Volksstaat Hessen, Landkreis Lauterbach[16][Anm. 5]
- ab 1945: Amerikanische Besatzungszone, Groß-Hessen, Regierungsbezirk Darmstadt, Landkreis Lauterbach
- ab 1946: Amerikanische Besatzungszone, Hessen, Regierungsbezirk Darmstadt, Landkreis Lauterbach
- ab 1949: Bundesrepublik Deutschland, Hessen, Regierungsbezirk Darmstadt, Landkreis Lauterbach
- ab 1972: Bundesrepublik Deutschland, Hessen, Regierungsbezirk Darmstadt, Vogelsbergkreis, Gemeinde Wartenberg
- ab 1981: Bundesrepublik Deutschland, Hessen, Regierungsbezirk Gießen, Vogelsbergkreis, Gemeinde Wartenberg

### Einwohnerentwicklung
| • 1806: | 987 Einwohner, 183 Häuser  |
| • 1829: | 1127 Einwohner, 198 Häuser |
| • 1867: | 1269 Einwohner, 193 Häuser |

| Angersbach: Einwohnerzahlen von 1785 bis 2015 | Angersbach: Einwohnerzahlen von 1785 bis 2015 | Angersbach: Einwohnerzahlen von 1785 bis 2015 | Angersbach: Einwohnerzahlen von 1785 bis 2015 | Angersbach: Einwohnerzahlen von 1785 bis 2015 |
| --- | --------------------------------------------- | --------------------------------------------- | --------------------------------------------- | --------------------------------------------- |
| Jahr |                                               |                                               |                                               | Einwohner                                     |
| 1785 | 1785                                          |                                               | 991                                           | 991                                           |
| 1800 | 1800                                          |                                               | 991                                           | 991                                           |
| 1806 | 1806                                          |                                               | 987                                           | 987                                           |
| 1829 | 1829                                          |                                               | 1.269                                         | 1.269                                         |
| 1834 | 1834                                          |                                               | 1.147                                         | 1.147                                         |
| 1840 | 1840                                          |                                               | 1.117                                         | 1.117                                         |
| 1846 | 1846                                          |                                               | 1.238                                         | 1.238                                         |
| 1852 | 1852                                          |                                               | 1.209                                         | 1.209                                         |
| 1858 | 1858                                          |                                               | 1.331                                         | 1.331                                         |
| 1864 | 1864                                          |                                               | 1.283                                         | 1.283                                         |
| 1871 | 1871                                          |                                               | 1.269                                         | 1.269                                         |
| 1875 | 1875                                          |                                               | 1.244                                         | 1.244                                         |
| 1885 | 1885                                          |                                               | 1.287                                         | 1.287                                         |
| 1895 | 1895                                          |                                               | 1.286                                         | 1.286                                         |
| 1905 | 1905                                          |                                               | 1.296                                         | 1.296                                         |
| 1910 | 1910                                          |                                               | 1.318                                         | 1.318                                         |
| 1925 | 1925                                          |                                               | 1.308                                         | 1.308                                         |
| 1939 | 1939                                          |                                               | 1.511                                         | 1.511                                         |
| 1946 | 1946                                          |                                               | 2.174                                         | 2.174                                         |
| 1950 | 1950                                          |                                               | 2.272                                         | 2.272                                         |
| 1956 | 1956                                          |                                               | 2.078                                         | 2.078                                         |
| 1961 | 1961                                          |                                               | 2.097                                         | 2.097                                         |
| 1967 | 1967                                          |                                               | 2.130                                         | 2.130                                         |
| 1970 | 1970                                          |                                               | 2.186                                         | 2.186                                         |
| 1980 | 1980                                          |                                               | ?                                             | ?                                             |
| 1990 | 1990                                          |                                               | ?                                             | ?                                             |
| 2007 | 2007                                          |                                               | 2.666                                         | 2.666                                         |
| 2010 | 2010                                          |                                               | 2.621                                         | 2.621                                         |
| 2011 | 2011                                          |                                               | 2.692                                         | 2.692                                         |
| 2015 | 2015                                          |                                               | 2.538                                         | 2.538                                         |
| Datenquelle: Historisches Gemeindeverzeichnis für Hessen: Die Bevölkerung der Gemeinden 1834 bis 1967. Wiesbaden: Hessisches Statistisches Landesamt, 1968. Weitere Quellen: ; Gemeinde Wartenberg:; Zensus 2011 |                                               |                                               |                                               |                                               |

### Historische Religionszugehörigkeit
Quelle: Historisches Ortslexikon
| • 1829: | 1120 evangelische und 7 katholische Einwohner                        |
| • 1961: | 1746 evangelische (= 83,26 %), 332 katholische (= 15,83 %) Einwohner |

## Wappen und Flagge
Wappen

Blasonierung: „In grünem Schild ein silberner Schrägrechtsbach, darüber in der linken Ecke ein sechsstrahliger goldener Stern.“
Das Wappen wurde der Gemeinde Angersbach, im damaligen Landkreis Lauterbach am 25. Juni 1951 durch den Hessischen Innenminister genehmigt. Gestaltet wurde es durch den Darmstädter Heraldiker Georg Massoth.
Es basiert auf dem Wappen der, von der Burg Wartenberg stammenden Herren von Angersbach. Das Wappen wird, wie auch die Flagge, von der neuen Gemeinde Wartenberg weitergeführt.
 Flagge 
Die Flagge wurde der Gemeinde am 17. Mai 1963 genehmigt und wird wie folgt beschrieben:
„Auf breiter weißer Mittelbahn, beseitet von zwei schmäleren grünen Seitenbahnen, das Gemeindewappen.“

## Kultur und Sehenswürdigkeiten
- Burgruine Wartenberg, die Burgruine gab der 1972 im Rahmen der Gebietsreform in Hessen gebildeten Gemeinde Wartenberg den Namen und das Wappen.
- Hainigturm ist ein Aussichtsturm nahe Angersbach.
- Evangelische Kirche Angersbach
- Radwanderwege durch Angersbach
- Burgstall Angersbach

## Söhne und Töchter des Ortes
- Otto Lang (1883–1955), hessischer Landtagsabgeordneter und Kreisdirektor (NSDAP)